# 艾方斯·艾路拿
艾方斯·弗朗西斯·艾路拿（法語：Alphonse Francis Areola，發音：[alfɔ̃s aʁeɔla]；1993年2月27日—），是菲律賓裔法國職業足球員，場上位置司職門將，現效力於英超球隊西汉姆联。
艾路拿為巴黎聖日耳門的青訓球員。於職業生涯初期，他曾被外借至法乙的朗斯、法甲的巴斯蒂亞，以及西甲的維拉利爾。效力維拉利爾時，艾路拿曾創下球會連續最長不失球時間，時間為620分鐘。
艾路拿在具備驚人爆發力的同時又有出色的身高；被當代知名守門員教練，任職於切爾西的Christophe Lollichon認為是比法國當前國門洛里斯更優秀的球員，並且表示原本曾打算將其簽下以代替罷訓的泰拔·高圖爾斯，但最後沒能成功。
在國家隊方面，艾路拿曾代表法國各階青年國家隊上陣。其中，他曾先後跟隨法國 U20隊與成年隊參加2013年國際足協U-20世界盃和2018年國際足協世界盃，並雙雙贏得冠軍。

## 球會生涯

### 巴黎聖日耳門

#### 早期生涯

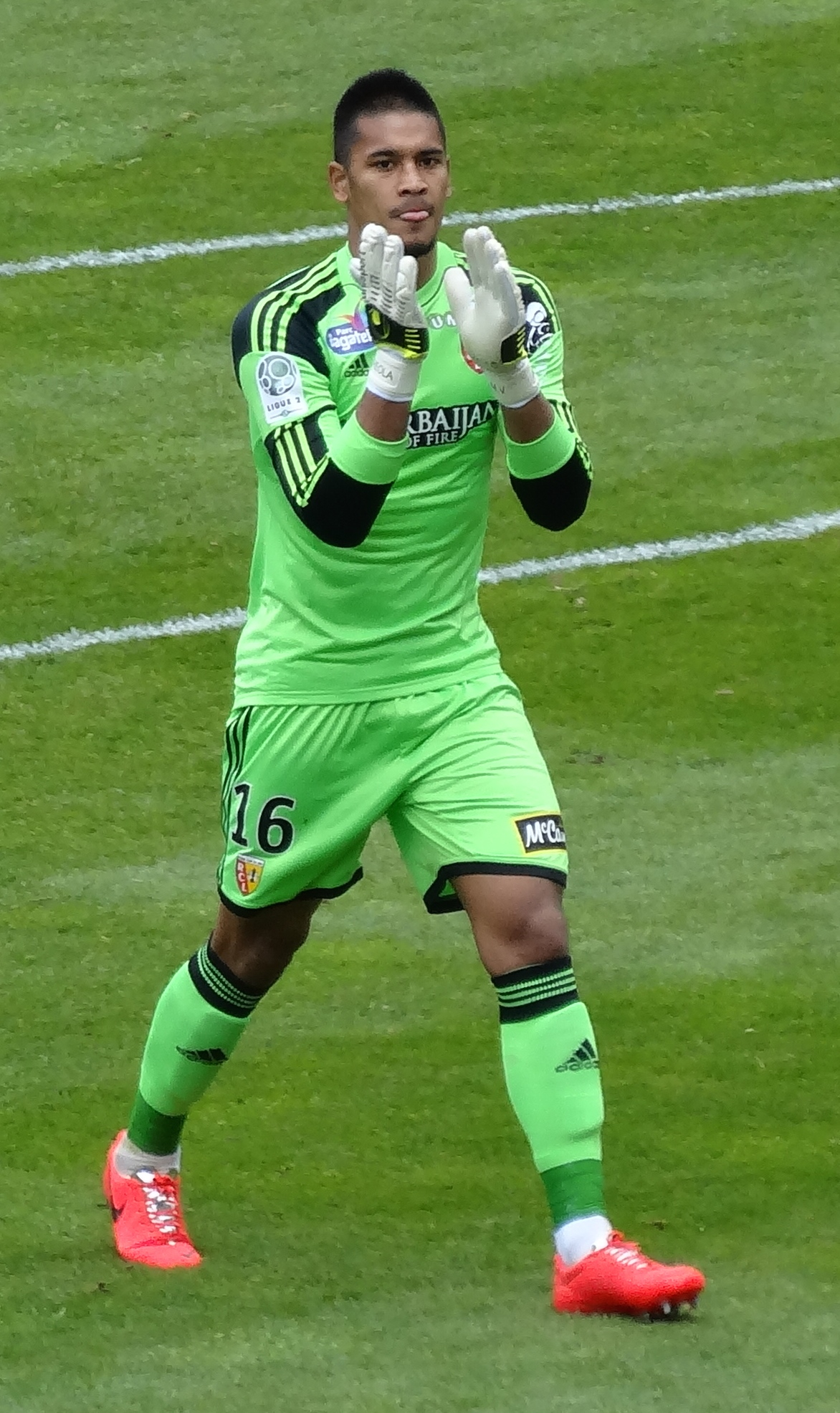
2014年，效力朗斯時期的艾路拿

艾路拿6歲時，加入了小天使（Petits Anges）的青年軍，效力了7年，其後轉投巴黎聖日耳門的青年軍。當他15歲時，球隊教練建議他加入法國國家足球培訓基地，以促進他進步。1年後，艾路拿返回球隊，並於2009年7月簽下首份職業合同，簽約3年。
2013年5月18日，艾路拿首次代表巴黎聖日耳門一線隊上陣。他在對陣的聯賽中，於第48分鐘後備入替正選門將，最終球隊以3比1勝出。巴黎聖日耳門和比斯特在此輪聯賽舉行前，已經分別成為該屆法甲聯賽冠軍和降班隊伍。艾路拿於聯賽煞科戰對陣羅連安特的比賽中正選上陣，於第61分鐘被球隊的第四門將羅南·勒克羅姆入替，但勒克羅姆其後因侵犯朱利安·凱爾西亞而被逐離場。

#### 2013-16賽季：外借至朗斯、巴斯蒂亞和維拉利爾
2013年7月23日，艾路拿被外借至法國乙組足球聯賽球會朗斯，為期1個賽季，時任領隊為前巴黎聖日耳門領隊安東尼·孔鮑爾。他立刻取代魯迪·利奧，成為球隊的正選門將，全季於各項賽事為球隊上陣36次，包括首次於法國盃上陣。他亦協助球隊於該季聯賽排名第2，並升班至法國甲組足球聯賽。艾路拿全季出色的表現令他入選法國乙組足球聯賽最佳陣容和成為當季法國乙組足球聯賽最佳門將。

### 西汉姆联
2021年7月29日，西汉姆联官方宣布，球队租借签下阿雷奥拉，租期为一个赛季，有买断选项。
2022年6月27日，西汉姆联官方宣布从巴黎正式买断阿雷奥拉，双方签约至2027年。

## 國家隊生涯

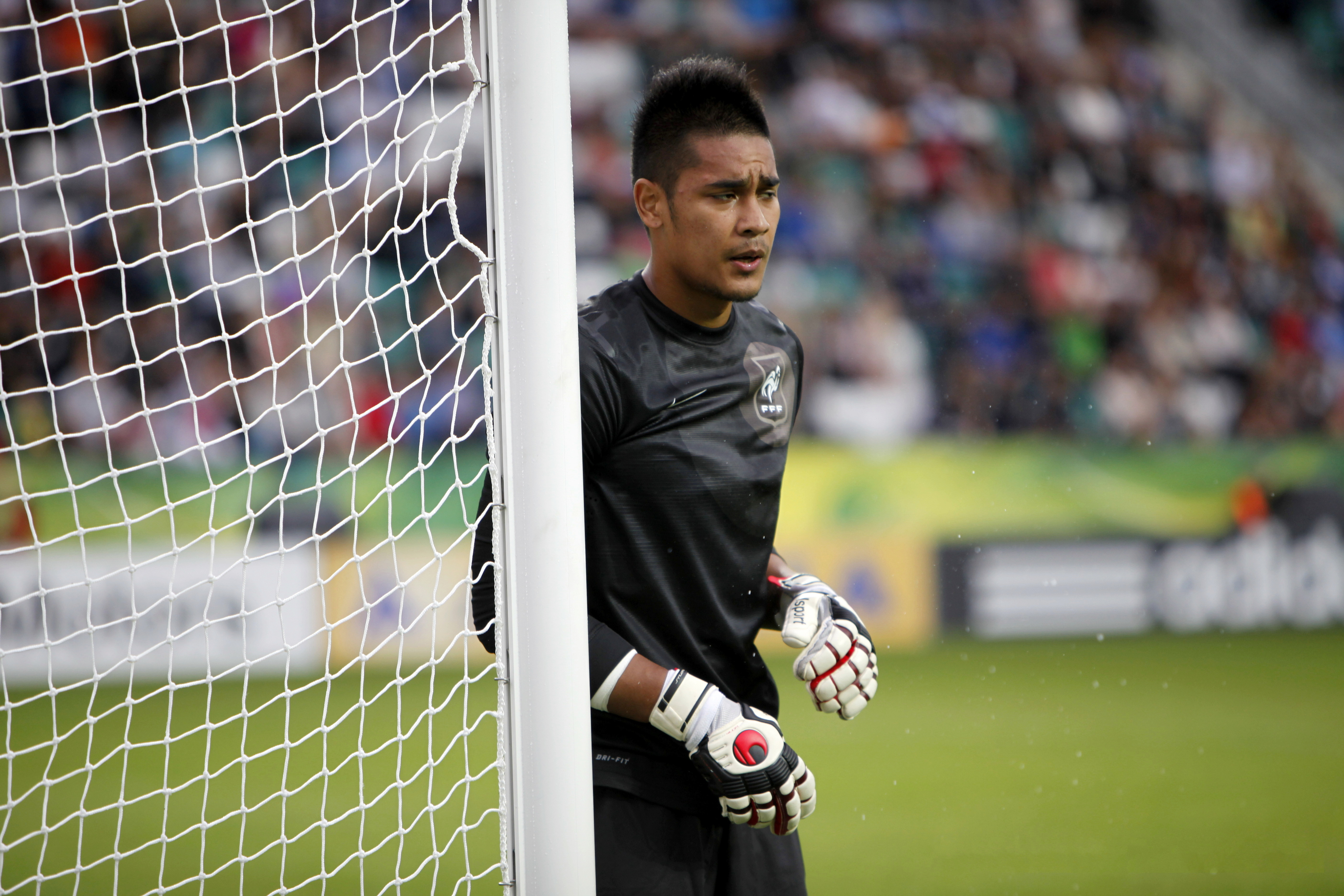
為法國 U19上陣時的艾路拿

艾路拿曾代表法國各階青年國家隊上陣。他亦有資格代表菲律賓國家足球隊上陣，因其父母擁有菲律賓的血統。於2011年，菲律賓國家足球隊領隊丹·柏拉米曾邀請艾路拿考慮代表菲律賓隊上陣。

### 青年隊
於2008年至2014年間，艾路拿代表法國 U16至法國 U21上陣。於2013年國際足協U-20世界盃決賽，他成為球隊勝出的功臣。比賽進行加時賽後仍未能分出勝負，需以互射十二碼決定冠軍，艾路拿連續撲出和主射的十二碼，最終球隊互射十二碼以4比1擊敗烏拉圭 U20，奪得冠軍。艾路拿亦曾代表法國青年國家隊出戰2010年歐洲U-17足球錦標賽、2012年欧洲U-19足球锦标赛和2015年歐洲U-21足球錦標賽的比賽。

### 法國國家足球隊
2015年10月1日，法國國家足球隊領隊首次徵召艾路拿，參加對陣亞美尼亞和丹麥的友誼賽，以備戰2016年歐洲足球錦標賽，可是，他於2場比賽中皆沒有上陣。於2016年9月至11月，法國隊隨後3次在友誼賽和2018年國際足協世界盃外圍賽的徵召中，艾路拿均能入選，但他扭傷腳踝而被迫退出世界盃外圍賽的大軍名單。
儘管如此，艾路拿仍入選2018年國際足協世界盃的法國隊23人大名單，並且成為了僅有的兩名未上場球員之一（另一位是後衛Adil Rami）；有趣的是，法國奪冠時艾路拿代表成年國家隊的上場次數仍然是0。
法國隊在世界盃結束後的首個國際賽事是歐洲國家聯賽，然而開賽前夕法國的兩名資深門將洛里斯與曼丹達均遭遇傷勢無法參加，艾路拿終於在2018年9月6日於慕尼黑安联竞技场面對德國的比賽迎來自己的成年國家隊首秀。艾路拿在這場比賽技驚四座：不僅一球未失，且單場六次成功撲救為法國隊球員十年來的新高，出色的發揮並不遜於對面的傳奇名將诺伊尔，成功幫助高盧雄雞在客場守住0-0的平局。隨後9月9日面對荷蘭的比賽中艾路拿依然首發，法國則以2-1的比分勝出，艾路拿獲得了在成年國家隊的首勝。

## 生涯統計

### 球會
截至2017年8月25日 
| 球會             | 賽季        | 聯賽               | 聯賽 | 聯賽 | 盃賽1 | 盃賽1 | 聯賽盃2 | 聯賽盃2 | 洲際比賽3 | 洲際比賽3 | 其他4 | 其他4 | 總計 | 總計 |
| 球會             | 賽季        | 聯賽               | 出場 | 比賽 | 出場  | 比賽  | 出場    | 比賽    | 出場      | 比賽      | 出場  | 比賽  | 出場 | 比賽 |
| ---------------- | ----------- | ------------------ | ---- | ---- | ----- | ----- | ------- | ------- | --------- | --------- | ----- | ----- | ---- | ---- |
| 巴黎聖日耳門     | 2012-13賽季 | 法國甲組足球聯賽   | 2    | 0    | 0     | 0     | 0       | 0       | 0         | 0         | —     | —     | 2    | 0    |
| 巴黎聖日耳門     | 2016-17賽季 | 法國甲組足球聯賽   | 15   | 0    | 5     | 0     | 1       | 0       | 6         | 0         | 0     | 0     | 27   | 0    |
| 巴黎聖日耳門     | 2017-18賽季 | 法國甲組足球聯賽   | 4    | 0    | 0     | 0     | 0       | 0       | 0         | 0         | 1     | 0     | 5    | 0    |
| 總計             | 總計        | 總計               | 21   | 0    | 5     | 0     | 1       | 0       | 6         | 0         | 1     | 0     | 34   | 0    |
| 朗斯（外借）     | 2013-14賽季 | 法國乙組足球聯賽   | 35   | 0    | 1     | 0     | 0       | 0       | —         | —         | —     | —     | 36   | 0    |
| 巴斯蒂亞（外借） | 2014-15賽季 | 法國甲組足球聯賽   | 35   | 0    | 1     | 0     | 3       | 0       | —         | —         | —     | —     | 39   | 0    |
| 維拉利爾（外借） | 2015-16賽季 | 西班牙甲組足球聯賽 | 32   | 0    | 0     | 0     | —       | —       | 5         | 0         | —     | —     | 37   | 0    |
| 生涯統計         | 生涯統計    | 生涯統計           | 123  | 0    | 7     | 0     | 4       | 0       | 11        | 0         | 1     | 0     | 146  | 0    |

1包括法國盃和西班牙國王盃。

2包括法國聯賽盃。

3包括和。

4包括法國超級盃。

## 榮譽

### 球會
巴黎聖日耳門
- 法國足球甲級聯賽：2012-13賽季、2017-18賽季、2018-19賽季
- 法國聯賽盃：2016-17賽季、2017-18賽季
- 法國盃：2016-17賽季、2017-18賽季
- 法國超級盃：2016年、2017年、2018年

皇家馬德里
- 西班牙甲組足球聯賽冠軍﹕2019-20
- 西班牙超級盃冠軍﹕2019年

韋斯咸
- 歐協聯冠軍：2022-23[18]

### 國家隊
法國 U20
- 國際足協U-20世界盃：2013年

 法國
- 國際足協世界盃：2018年

### 個人
- 法國乙組足球聯賽最佳門將：2014年
- 法國乙組足球聯賽最佳陣容：2014年
- 歐洲聯賽冠軍盃最佳進步陣容：2016年

## 外部連結
- 艾方斯·艾路拿於維拉利爾官方網站上的資料 （西班牙文）
- 艾方斯·艾路拿 （页面存档备份，存于）於巴黎聖日耳門官方網站上的資料
- Soccerway資料庫：艾方斯·艾路拿
- 艾方斯·艾路拿－UEFA國際賽競賽紀錄
- 艾方斯·艾路拿 – FIFA國際賽競賽紀錄 (存檔)
- 艾方斯·艾路拿 （页面存档备份，存于）於FFF網站上的資料 （法文）